# ماريو ليتل
ماريو ليتل (بالإنجليزية: Mario Little)‏ مواليد 29 ديسمبر 1987 في شيكاغو، هو لاعب كرة سلة محترف أمريكي بدأ مسيرته الاحترافية في سنة 2011 يلعب في الدوري الكوري لكرة السلة ويحمل الرقم 45. يبلغ طوله 6 قدم 6 بوصة (2.0 م). لعب مع فريق باسكت مانريسا في الدوري الإسباني. لعب كرة السلة الجامعية في جامعة كانساس.

## روابط خارجية
- ماريو ليتل على موقع الدوري الإسباني لكرة السلة (الإسبانية)
- ماريو ليتل على موقع كرة السلة الأوروبية.كوم (الإنجليزية)
- ماريو ليتل على موقع DraftExpress.com (الإنجليزية)
- ماريو ليتل على موقع كلية كرة السلة في سبورتس رفرنس.كوم (الإنجليزية)
- ماريو ليتل على موقع ريلجم (الإنجليزية)
- ماريو ليتل على موقع بروبوليرز (الإنجليزية)
- ماريو ليتل على موقع سبورتس رفرنس (الإنجليزية)
- ماريو ليتل على موقع سبورتس رفرنس (الإنجليزية)